# 조선창극사
《조선창극사》는 정노식이 1940년에 쓴 판소리 관련 문헌이다. 세 부분으로 구성되어, 판소리에 관한 문헌, 판소리의 기초 이론, 판소리 광대에 관한 소개를 다루고 있다. 이 문헌은 판소리에 관한 최초의 연구 문헌이며, 판소리를 한민족의 예술로 평가하였다는 점에 의의가 있다.